# Волшебная гора
«Волшебная гора» (нем. Der Zauberberg) — философский роман немецкого писателя Томаса Манна, опубликованный в двух томах издательством С. Фишер в 1924 году.

## Сюжет
Книга начинается как характерный для немецкой литературной традиции роман воспитания. Молодой инженер Ганс Касторп приезжает навестить двоюродного брата, находящегося в санатории для больных туберкулёзом, расположенном вдали от мирской суеты, высоко в Альпах, где-то рядом с Давосом. Главного героя завораживает царящий в санатории неспешный ход жизни с ежедневными ритуалами вроде измерения температуры тела.
Ганса окружают несколько ярких персонажей, воплощающих те или иные стороны современного сознания, как то:
- либерализм: литератор и масон Сеттембрини ратует за прогресс и просвещение;
- консерватизм: мистически настроенный иезуит Нафта отстаивает незыблемую ценность традиций;
- гедонизм: байронический кофейный магнат Пепперкорн крутит роман с русской пациенткой, мадам Шоша, которая воплощает для пациентов любовное влечение;
- естественнонаучный материализм: доктор Беренс (жизнь для него — «всего-навсего кислородное сгорание клеточного белка»).

Ганс попеременно тянется к каждому из основных персонажей — его трёхнедельные каникулы затягиваются на семь лет. Лишь внезапный удар грома напоминает о том, что над Европой (миниатюрным отражением которой служит санаторий) сгущаются тучи мировой войны. Несмотря на постоянную близость смерти, размеренная жизнь идёт своим чередом в застывшей атмосфере «прекрасной эпохи»: пациенты до хрипоты спорят друг с другом об отвлечённых понятиях, женщины и мужчины находят время для флирта и даже спиритических сеансов.

## Работа над книгой

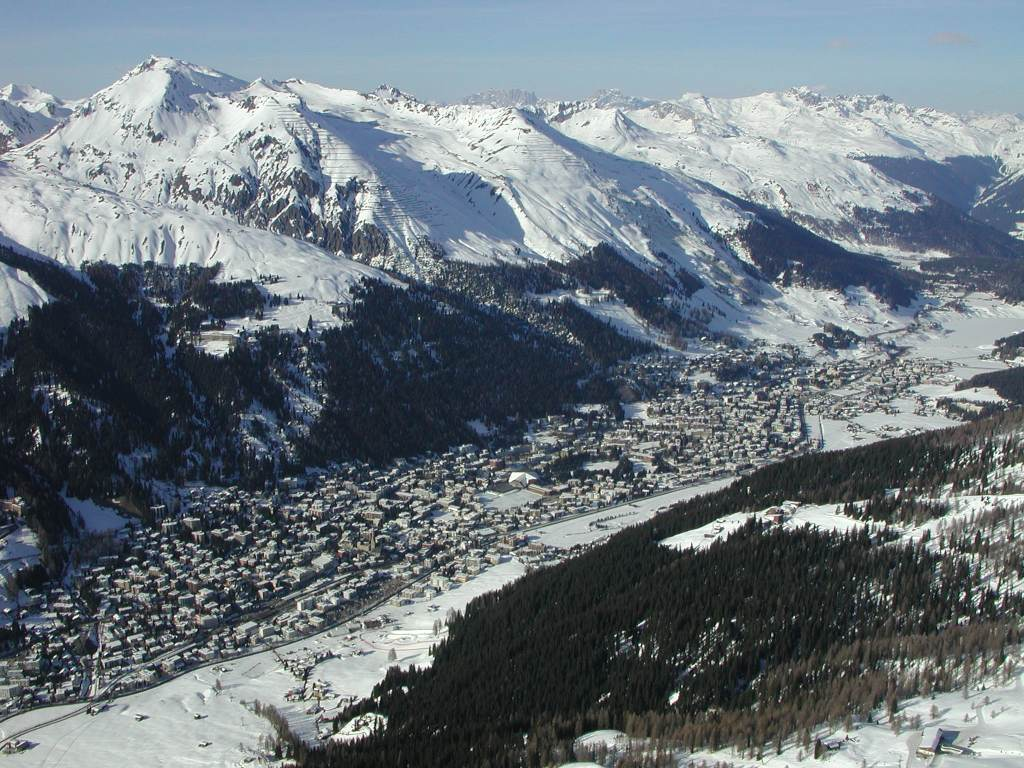
Горная местность возле Давоса, место действия романа

«Волшебная гора» многими своими мотивами перекликается с более ранним рассказом Манна «Тристан» (1903), в котором главный герой везёт свою больную туберкулёзом возлюбленную в горный санаторий. Там он знакомится с писателем, который побуждает девушку исполнить на пианино отрывок из оперы Вагнера «Тристан и Изольда», хотя врачи прописали пациентке избегать любых волнений.
Поводом к написанию романа было посещение Томасом Манном жены Кати, которая в то время находилась в одном из санаториев Давоса. За время своего трёхнедельного пребывания в санатории Томас Манн лично познакомился с ежедневной жизнью «там, наверху», о которой уже довольно подробно знал из многочисленных писем жены. Сначала он намеревался написать о людях, которые упиваются собственной болезнью и «холят» её, дабы избежать испытаний реальной жизни, сатирическую повесть того же размера, что и «Смерть в Венеции» (1913).
Работу над «Волшебной горой» Томас Манн начал в 1912 году, прервав жизнеописание пройдохи Феликса Круля. Первая мировая война заставила его остановить работу. В те годы Манн, как и многие другие немцы, открыто поддерживал Германскую империю и считал своим долгом несение «интеллектуальной военной службы». Однако, окончание войны и её тяжёлые последствия заставили автора пересмотреть свою позицию, и в 1919 году он возобновил работу над произведением, значительно обогатив его полемикой с самим собой и столкновением противоположных мировоззрений (либерал Сеттембрини и консерватор Нафта). Помимо этого, Манн предпринял серьёзную критическую переоценку европейского буржуазного общества: он исследовал источники разрушительного поведения цивилизованной части человечества. Писателя также привлекали размышления о более обобщённых вопросах, связанных с личным отношением к жизни и смерти, здоровью и болезням и т. п. Автор полностью переменил свою политическую позицию: если прежде он противился учреждению Веймарской республики, то с момента возобновления работы над книгой он стал выражать поддержку её становлению. Учитывая вышеизложенное, Манн почувствовал себя вынужденным радикально пересмотреть и расширить свой довоенный текст. Предварительно запланированная повесть разрослась до двухтомного романа. В 1924 году книга увидела свет.

## Критический анализ
Сразу после выхода «Волшебная гора» получила признание как ключевой философский роман немецкой литературы нового века. Принято считать, что на примере замкнутого микрокосма санатория Манн дал панораму идейной жизни европейского общества в канун мировой войны. Сьюзан Зонтаг в очерке «Болезнь как метафора» трактует описание туберкулёза в книге как метафору декадентского сознания, которое стремится любым способом уйти от ответственности за собственные поступки. Сам автор характеризовал книгу следующим образом:
Это роман о времени, причём в двойном смысле: в историческом, ведь он пытается воссоздать внутренний мир послевоенной эпохи в Европе, но также и потому, что само время является предметом этого романа. Ведь время выступает не только опытом романного героя, здесь речь идет о времени изнутри, о самом времени. Сама книга является тем, о чем она рассказывает: ведь когда она до бесконечности описывает герметичную очарованность молодого героя романа, самамагический момент, «nunc stans».
«Волшебная гора» — одно из первых художественных произведений, где всерьёз обсуждаются вопросы психоанализа. Как и Фрейд, Томас Манн пытался разобраться в причинах того, почему интеллигенция начала XX века оказалась настолько заворожена недугом, распадом, смертью. Роман был написан примерно в то время, когда Фрейд открыл в человеке неодолимое «влечение к смерти». Присутствует в романе и комплекс идей аналитической психологии Юнга. Будни обитателей санатория в «Волшебной горе» описаны Манном не без иронии, что контрастирует с трагедией новеллы «Смерть в Венеции», посвящённой той же самой теме пассивности декаданса, «победы сил хаоса над силами порядка». Юрий Олеша в разговоре с Генрихом Нейгаузом:

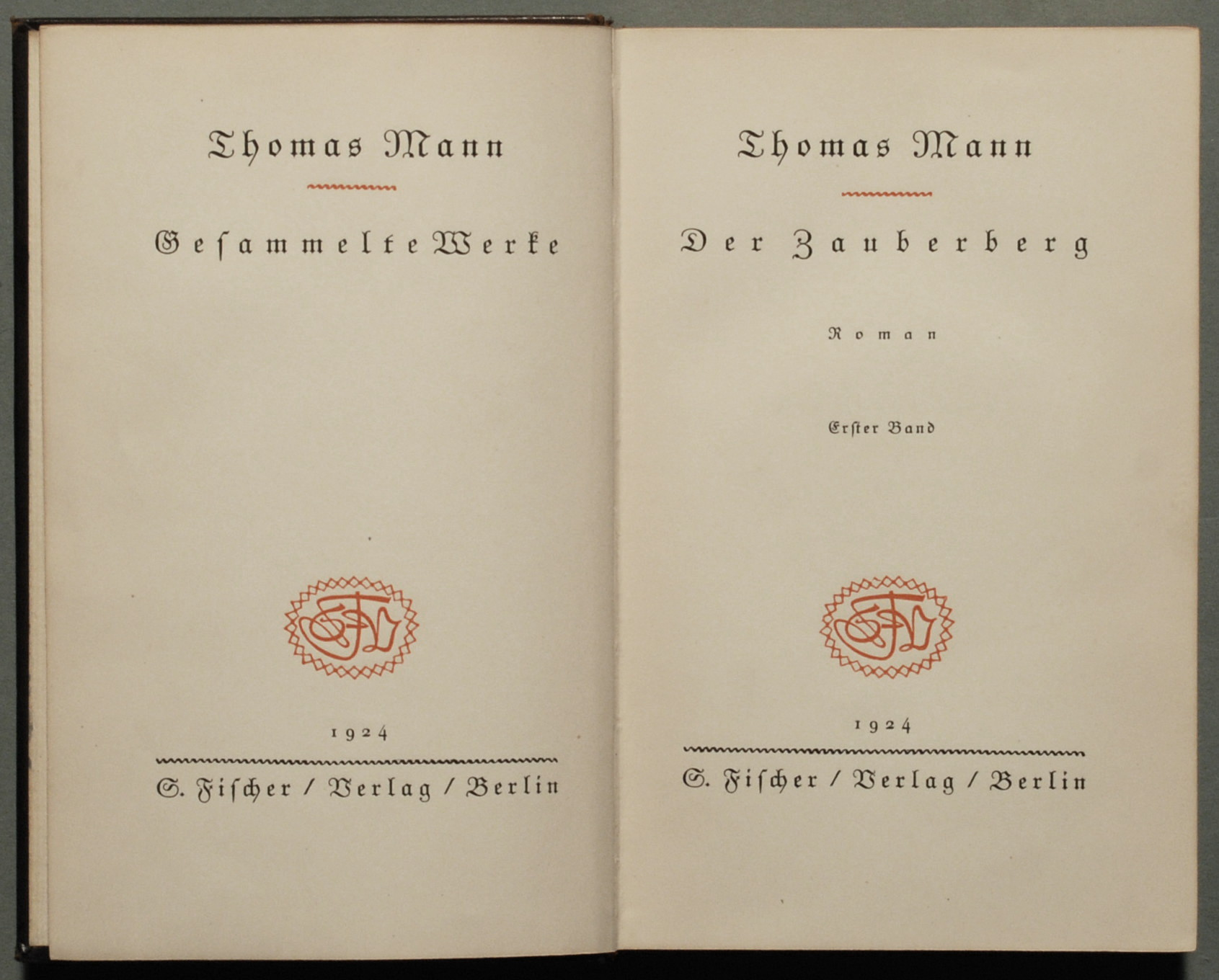
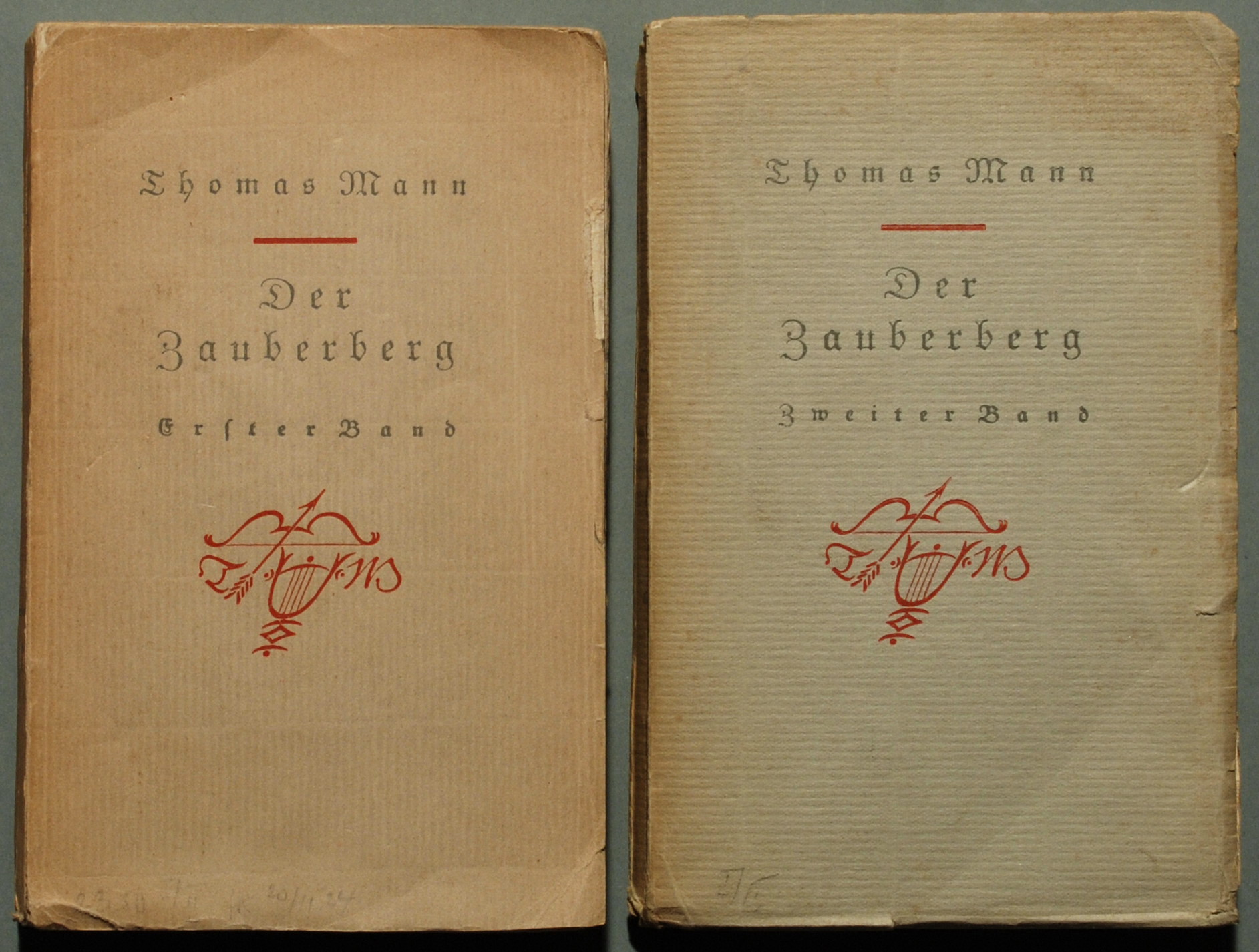
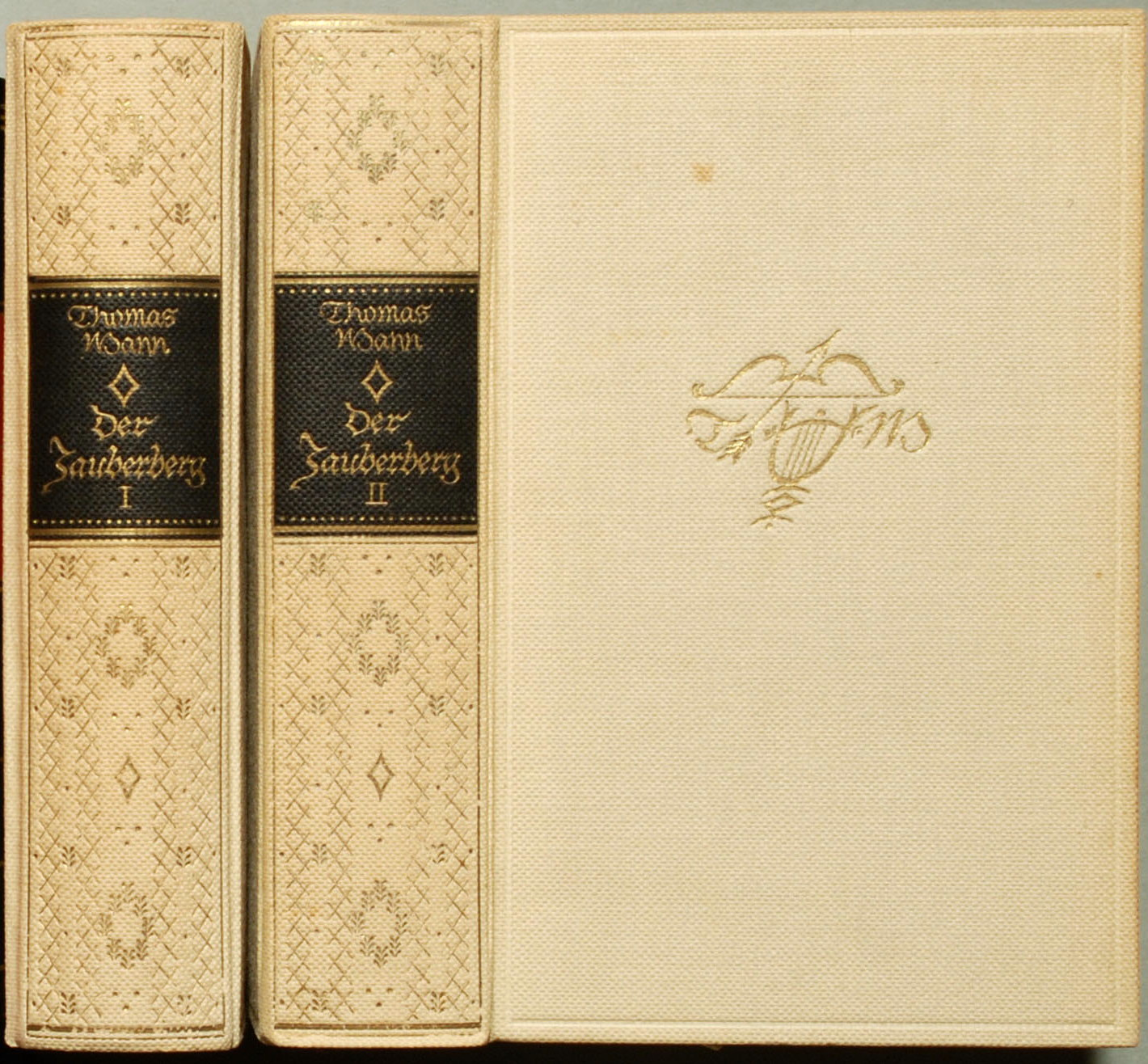
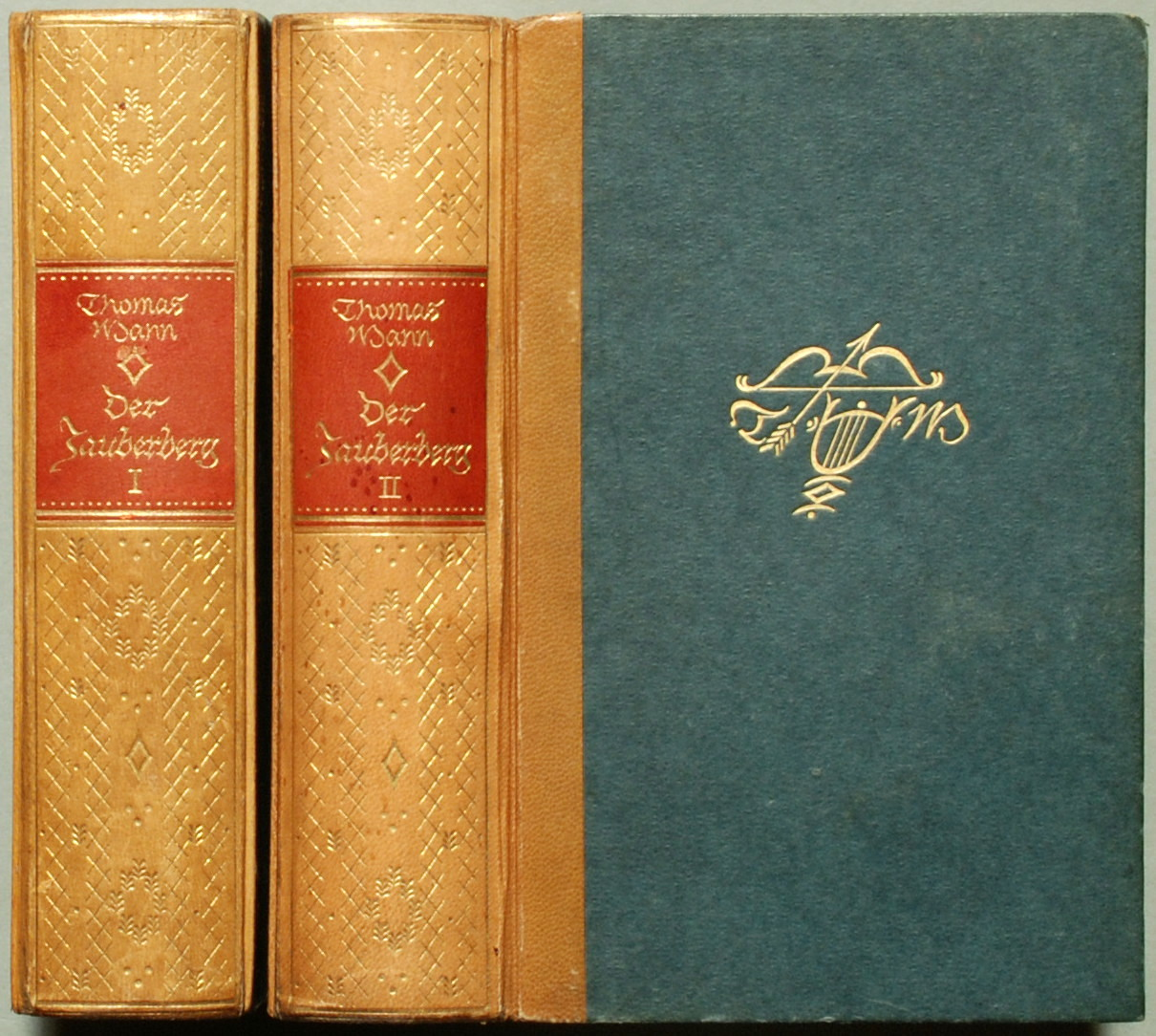

Я обожаю Манна,  «Волшебная гора» — лучший европейский роман после «Дон Кихота».

## Экранизации
- Телевизионный фильм (1968), режиссёр Людвиг Кремер
- Телевизионный трёхсерийный фильм (1982), режиссёр Ганс Гайсендёрфер
- по мотивам романа снят фильм Лекарство от здоровья